# هری و خانواده هندرسون
هری و خانواده هندرسون (انگلیسی: Harry and the Hendersons) یک فیلم فانتزی کمدی آمریکایی به کارگردانی ویلیام دیر است که در سال ۱۹۸۷ منتشر شد.

## بازیگران
- جان لیسگو
- ملیندا دیلون
- کوین پیتر هال
- ریک بیکر
- لینی کازان
- دان آمچی
- دیوید سوشی
- ام. امت والش
- ویلیام دیر